# جون إس. موراي
جون إس. موراي (بالإنجليزية: John S. Murray) هو سياسي أمريكي، ولد في 18 أغسطس 1925 في ألباني في الولايات المتحدة، وتوفي في 17 أكتوبر 2007 في سياتل في الولايات المتحدة. حزبياً، نشط في الحزب الجمهوري. وقد انتخب عضو مجلس نواب واشنطن.